# Hannah Rebecca Frances Caverhill
Hannah Rebecca Frances Caverhill (n. 22 noiembrie 1834, Northamptonshire⁠(d), Regatul Unit – d. 11 august 1897, Christchurch, Noua Zeelandă) a fost o diaristă și gospodină din Noua Zeelandă. Ea s-a născut în Leamington sau Harlestone, Northamptonshire, Anglia, pe data de 22 noiembrie 1834.